# میکیهیتو آرای
میکیهیتو آرای (ژاپنی: 新井 幹人؛ زادهٔ ۱۴ ژوئن ۱۹۹۴) بازیکن فوتبال اهل ژاپن است.